# Rainer Zangerl
Rainer Zangerl (Winterthour, Suisse, 19 novembre 1912 - 27 décembre 2004) était un paléontologue américain d'origine suisse, spécialiste des requins et des tortues préhistoriques, qui s'est notamment illustré au Field Museum of Natural History de Chicago.

## Taxons créés

### Familles
- Caseodontoidea
- Caseodontidae
- Eugeneodontidae
- Eugeneodontiformes
- Falcatidae
- Mayomyzontidae
- Orodontiformes
- Petalodontiformes
- Protacrontidae
- Symmoriiformes

### Genres

Mayomyzon

- Bobbodus
- Mayomyzon

- Ornithoprion

### Espèces
- Anosteira manchuriana
- Bobbodus schaefferi
- Mayomyzon pieckoensis

## Publications
- (en) The Vertebrate Fauna of the Selma Formation of Alabama, en 1953